# NGC 6027
NGC 6027 é uma galáxia lenticular, a aproximadamente 190 milhões de anos-luz, na direção da constelação de Serpens Caput. A galáxia é o membro mais brilhante do Sexteto de Seyfert, um grupo compacto de galáxias.
A galáxia NGC 6027 foi descoberta por Édouard Stephan, em 1882.